# Santu Lussurgiu
Santu Lussurgiu település Olaszországban, Szardínia régióban, Oristano megyében. Lakosainak száma 2215 fő (2023. január 1.). Santu Lussurgiu Abbasanta, Bonarcado, Norbello, Paulilatino, Scano di Montiferro, Seneghe, Borore és Cuglieri községekkel határos.

## Népesség
A település lakossága az elmúlt években az alábbi módon változott:
| Lakosok száma | 2372 | 2372 | 2215 |
|               | 2017 | 2018 | 2023 |